# Womens Bay
Womens Bay is een plaats (census-designated place) in de Amerikaanse staat Alaska, en valt bestuurlijk gezien onder Kodiak Island Borough.

## Demografie
Bij de volkstelling in 2000 werd het aantal inwoners vastgesteld op 690.

## Geografie
Volgens het United States Census Bureau beslaat de plaats een oppervlakte van
113,5 km², waarvan 113,2 km² land en 0,3 km² water.

## Plaatsen in de nabije omgeving
De onderstaande figuur toont nabijgelegen plaatsen in een straal van 40 km rond Womens Bay.